# 巴州 (四川省)
巴州（はしゅう）は、中国にかつて存在した州。南北朝時代から民国初年にかけて、現在の四川省巴中市一帯に設置された。

## 魏晋南北朝時代
514年（延昌3年）、北魏により巴州が設置された。

## 隋代
隋初には、巴州は6郡9県を管轄した。583年（開皇3年）、隋が郡制を廃すると、巴州の属郡は廃止された。この年のうちに万州を統合された。605年（大業元年）、蓬州を統合され、巴州は16県を管轄した。607年（大業3年）に州が廃止されて郡が置かれると、巴州は清化郡と改称され、下部に14県を管轄した。隋代の行政区分に関しては下表を参照。
| 隋代の行政区画変遷 | 隋代の行政区画変遷 | 隋代の行政区画変遷 | 隋代の行政区画変遷 | 隋代の行政区画変遷 | 隋代の行政区画変遷 | 隋代の行政区画変遷 | 隋代の行政区画変遷 | 隋代の行政区画変遷 | 隋代の行政区画変遷 | 隋代の行政区画変遷 | 隋代の行政区画変遷 | 隋代の行政区画変遷 | 隋代の行政区画変遷 | 隋代の行政区画変遷 | 隋代の行政区画変遷 | 隋代の行政区画変遷                                                    |
| 区分               | 開皇元年           | 開皇元年           | 開皇元年           | 開皇元年           | 開皇元年           | 開皇元年           | 開皇元年           | 開皇元年           | 開皇元年           | 開皇元年           | 開皇元年           | 開皇元年           | 開皇元年           | 開皇元年           | 区分               | 大業3年                                                               |
| ------------------ | ------------------ | ------------------ | ------------------ | ------------------ | ------------------ | ------------------ | ------------------ | ------------------ | ------------------ | ------------------ | ------------------ | ------------------ | ------------------ | ------------------ | ------------------ | --------------------------------------------------------------------- |
| 州                 | 巴州               | 巴州               | 巴州               | 巴州               | 巴州               | 巴州               | 万州               | 蓬州               | 蓬州               | 集州               | 集州               | 集州               | 集州               | 集州               | 郡                 | 清化郡                                                                |
| 郡                 | 大谷               | 帰化               | 木門               | 遂寧               | 哀戎               | 義陽               | 万栄               | 義安               | 伏虞               | 其章               | 安寧               | 敬水               | 平南               | 平桑               | 県                 | 化城 曽口 清化 始寧 其章 恩陽 帰仁 永穆 伏虞 安固 符陽 白石 盤道 長池 |
| 県                 | 化城               | 曽口               | 伏強 池川          | 始寧 同昌 諾水     | 其章               | 義陽               | 永康               | 伏虞               | 安固               | 符陽 白石          | -                  | -                  | -                  | 盤道 曲細          | 県                 | 化城 曽口 清化 始寧 其章 恩陽 帰仁 永穆 伏虞 安固 符陽 白石 盤道 長池 |

## 唐代
618年（武徳元年）、唐により清化郡は巴州と改められた。742年（天宝元年）、巴州は清化郡と改称された。758年（乾元元年）、清化郡は巴州と改称された。巴州は山南西道に属し、化城・曽口・清化・始寧・其章・七盤・恩陽・帰仁・盤道・大牟の10県を管轄した。

## 宋代
宋のとき、巴州は利州路に属し、化城・曽口・恩陽・通江・難江の5県を管轄した。

## 元代
元のとき、巴州は広元路に属し、化城・曽口の2県を管轄した。

## 明代以降
1376年（洪武9年）、明により巴州は廃止され、化城県に編入された。1514年（正徳9年）、巴州が再び置かれた。巴州は保寧府に属し、通江・南江の2県を管轄した。
清のとき、巴州は保寧府に属し、通江・南江の2県を管轄した。
1912年、中華民国により巴州は廃止され、巴中県と改められた。